# Scatophila facialis
Scatophila facialis är en tvåvingeart som beskrevs av Ichiro Miyagi 1977. Scatophila facialis ingår i släktet Scatophila och familjen vattenflugor. Inga underarter finns listade i Catalogue of Life.